# Bieżanów
Bieżanów – obszar Krakowa wchodzący w skład Dzielnicy XII Bieżanów-Prokocim.
Dawna wieś w dolinie Serafy, przy trakcie (obecna ul. Wielicka) do Wieliczki, Bochni i dalej na Ruś, 10 km na południowy wschód od centrum Krakowa. Północna granica wsi biegła przez łąki i tereny przemysłowe po południowej stronie obecnej ulicy Botewa oraz korytem Drwiny Długiej, zachodnia obecną ulicą Jerzmanowskiego, Podmiłłów i w rejonie ulicy Kosiarzy, z południowym i wschodnim krańcem Bieżanowa pokrywa się obecna granica administracyjna miasta Krakowa.
Wieś sufraganii krakowskiej w powiecie szczyrzyckim województwa krakowskiego w końcu XVI wieku.
W latach 1954–1972 wieś należała i była siedzibą władz gromady Bieżanów.

## Historia
Pierwsza historycznie udokumentowana wzmianka o Bieżanowie pochodzi z 1212 roku, był to rodzinny zapis testamentowy. Bieżanów został tu wymieniony jako Besanouno. Sama nazwa Bieżanów ma charakter dzierżawczy i pochodzi od nazwy osobowej Bieżan, oznaczającej w języku staropolskim zbiega. W 1422 roku erygowano parafię i wzniesiono kościół pod wezwaniem Narodzenia NMP. W 1464 Kazimierz IV Jagiellończyk na prośbę kapituły przeniósł wieś z prawa polskiego na magdeburskie, wytyczono centrum zabudowy o układzie nawsiowym (z zagrodami po dwóch stronach wydłużonego placu), zlokalizowane nad Serafą, w rejonie obecnej ulicy Lipowskiego oraz niwowy rozłóg pól.

W 1636 r. za sprawą kanonika J. Foxa wzniesiono zachowany do dziś kościół (w ołtarzu głównym XVII-wieczny obraz Madonny, zwanej obecnie „Kolejarską Panią”). W 1656 r. obozowały we wsi oddziały Marszałka Wielkiego Koronnego Jerzego Lubomirskiego. W 1772 roku w wyniku I rozbioru Polski Bieżanów przeszedł w ręce Austriaków. Od 1778 do około 1910 roku Bieżanów był własnością prywatną (dzierżawa). W 1807 roku powstał cmentarz parafialny (obecna ul. Mała Góra). Po zniesieniu pańszczyzny przez Austriaków (1848 r.) na Małej i Dużej Górze wydzielono łany, które otrzymali chłopi. W 1856 roku ukończono przebiegającą przez Bieżanów linię kolejową z Krakowa do Dębicy, a rok później otwarto linię z Bieżanowa do Wieliczki. Uruchomienie tych linii spowodowało gwałtowny rozwój Bieżanowa, zmieniając również strukturę wsi – z typowo rolniczej staje się wsią z usługami rzemieślniczymi, drobnym przemysłem, spora też grupa ludności została zatrudniona na kolei.
|  |
|  |
|  |

W drugiej połowie XIX wieku Bieżanów był dużą wsią (1,5 tys. mieszkańców, 220 domów), należącą do Czeczów de Lindenwald, ze szkołą ludową, gorzelnią, hutą, stacją kolejową, ośrodkiem wydobycia gipsu i wapnia. XVII-wieczny kościół w latach 1885–1886 przebudowano w stylu neoromańskim według projektu K. Knausa. Obok zespołu dworskiego w 1920 r. powstała Fabryka Drożdży i Spirytusu J. Czecza i S. Porębskiego, działała też fabryka kaolitu R. Drillera. W 1870 r. uruchomiono urząd pocztowy, a 9 lat później założono Ochotniczą Straż Pożarną, by w 1902 roku wybudować remizę strażacką. 6 grudnia 1914 roku najbardziej wysunięte na zachód wojska rosyjskie podeszły w okolice Bieżanowa, jednakże zostały stamtąd wyparte przez Austriaków, co upamiętnia do dziś obelisk na wzgórzu Kaim.
W 1922 roku Polska Akademia Umiejętności ustaliła jednolitą pisownię nazwy Bieżanów przez „ż” – wcześniej w księgach urzędowych pisano przez „rz”, a w księgach parafialnych przez „ż”. W 1925 roku powstał Klub Sportowy „Bieżanowianka”. W okresie międzywojennym w części Bieżanowa wydzielono osiedle dla podmiejskich domów zamożniejszych urzędników i obywateli warstw inteligenckich – Kolonię Bieżanów. Od 1934 roku do lat powojennych istniała zbiorowa gmina Bieżanów.
7 września 1939 roku Niemcy wkroczyli do Bieżanowa. Zbudowali w roku 1941 dużą stację przeładunkową wzdłuż torów kolejowych w Prokocimiu i Bieżanowie. 28 maja 1941 roku Prokocim wraz z częścią Bieżanowa (do ul. Mała Góra, a więc teren dzisiejszego osiedla Bieżanów Nowy) zostały włączone do miasta Krakowa. Na wschodzie poza granicami miasta pozostała główna część Bieżanowa, tzw. Gromada Bieżanów. W latach 1942–1943 na terenie Bieżanowa (przysiółek Gaj) Niemcy założyli obóz pracy Julag III (filia obozu w Płaszowie). Komendantem obozu był Franz Josef Müller. 22 stycznia 1945 roku Bieżanów został uwolniony spod okupacji niemieckiej.
W latach 1880–1950 liczba ludności Bieżanowa wzrosła o ponad 200%, lecz na terenie dzisiejszego osiedla Bieżanów Nowy osadnictwo rozwija się jedynie wzdłuż obecnej ul. Bieżanowskiej, Duża Góra oraz Mała Góra, pozostałe tereny były bądź przeznaczane pod uprawę okopowych, bądź stanowiły nieużytki.
W drugiej połowie lat 60. dla otwartego w 1965 roku Instytutu Pediatrii w Prokocimiu uruchomiono ciepłownię przy ul. Mała Góra, która przez pewien czas służyła również jako spalarnia odpadów szpitalnych. W latach 60. nastąpiła gazyfikacja i budowa wodociągów, a 1 stycznia 1973 roku cały Bieżanów stał się częścią Krakowa, za sprawą poszerzenia granic miasta.
W latach 70. przystąpiono do koncepcji pasmowego zabudowania Krakowa i rozpoczęto budowę osiedli Płaszów i Nowy Prokocim, a zwieńczeniem dzieła miało być osiedle Bieżanów Nowy. W 1978 roku oddano do użytku pierwsze budynki a realizację całego osiedla ukończono w 1982 roku. 23 grudnia 1978 r. do Nowego Bieżanowa wydłużono linię tramwajową z Prokocimia. 
W 1975 r. kardynał Karol Wojtyła powierza ks. Antoniemu Sołtysikowi, proboszczowi w Bieżanowie, budowę nowego kościoła, co staje się "pod przykrywką" remontu starego. W 1980 r. biskup Julian Groblicki, pochodzący z tej parafii, odprawił mszę św. na rozpoczęcie budowy. 
W latach 1981–1986 proboszczem tutejszej parafii był ks. kanonik Adolf Chojnacki, zaangażowany w działalność opozycji w PRL. Od 18 lutego 1985 do 31 sierpnia 1986 r. przyjął w swojej parafii uczestników protestu głodowego po zabójstwie ks. Jerzego Popiełuszki, zorganizowanego przez Annę Walentynowicz.
W połowie lat 80. otworzono przy ul. Heleny Rejonową Przychodnie Zdrowia, Zespół Szkół Ogólnokształcących przy ul. Telimeny oraz Dom Pogodnej Jesieni dla osób starszych przy ul. Duża Góra, a pod koniec lat 80. budynek przy ul Aleksandry 11, w którym otworzono Dom Kultury oraz pierwszy market „Alf”. W 1987 wydłużono trasy autobusów z pętli przy ul. Teligi do pętli w Bieżanowie Nowym przy ul. Aleksandry. Od 1991 roku Bieżanów Nowy należy do XII dzielnicy miasta Krakowa. W 1992 roku oddano do użytku kościół pw. Najświętszej Rodziny w Bieżanowie Nowym (wcześniej nabożeństwa dla mieszkańców odbywały się w kaplicy przy ul. Smolenia). W dwa lata później uruchomiono cyfrową centralę telefoniczną Telekomunikacji Polskiej w pobliżu ul. Aleksandry. W latach 1997–1998 oddano do użytku małe osiedle domków jednorodzinnych przy ul. Aleksandry, a w 1997 r. uruchomiono linię autobusową nr 183 łącząca stary i nowy Bieżanów. W 2001 roku wybudowano supermarket Champion przy ul. Ćwiklińskiej, który obecnie nosi nazwę Carrefour Express. W latach 2001–2002 oddano do użytku pierwsze lokale w nowo powstałych blokach przy ul. Duża Góra oraz w osiedlu „Zielone Wzgórze” przy ul. Wielickiej. Rok później w nowo wybudowanym budynku przy ul. Aleksandry rozpoczęła działalność Jednostka Ratowniczo–Gaśnicza nr 6 PSP. W roku 2003 oddano do użytku południową obwodnicę Krakowa wraz z węzłem wielickim, co w znacznym stopniu zmieniło obraz południowych krańców osiedla.
W latach 2014–2015 Małopolski Zarząd Melioracji i Urządzeń Wodnych zrealizował zbiornik retencyjny na rzece Serafie. Nie zapobiegł on jednak podtopieniom po fali opadów deszczu, jaka nawiedziła m.in. Małopolskę w ostatnich dniach maja 2019 roku.

## Przyroda
Obszar Bieżanowa leży na terenie dużego makroregionu geomorfologicznego jakim jest Kotlina Sandomierska. Jest to teren płaski z nielicznymi progami teras kształtowanych przez Wisłę. Bieżanów leży na terenie plejstoceńskich (kształtowanych w okresie między 2 milionami lat temu a 10 tysiącami lat temu) teras nadzalewowych rzeki Wisły. Na północ od Bieżanowa Nowego znajdują się holoceńskie (kształtowane od około 10 tysięcy lat temu do dziś) terasy zalewowe rzeki Wisły. Bardzo wyraźny próg, bo blisko 10-metrowej wysokości, oddzielający opisane wyżej terasy, znajduje się pomiędzy ulicą Bieżanowską a osiedlem (np. ostry podjazd do góry ulicami: Barbary, Mała Góra czy Imielna). Od XIX wieku rytm wylewów rzeki i wyraźny podział na terasy zalewowe i nadzalewowe zakłóciła gospodarka człowieka, a w szczególności linia kolejowa Kraków – Tarnów, gdyż po jej wybudowaniu wielkie powodzie dochodziły już tylko do stóp nasypów kolejowych od strony północnej. Od południa osiedle opasane jest wzniesieniami Wysoczyzny Wielicko–Gdowskiej należącej również do Kotliny Sandomierskiej. Dalej na południe rozpościera się Pogórze Wielickie będące już częścią Karpat Zewnętrznych.
Bieżanów Nowy leży na wysokości od około 202 m n.p.m. na północnych jego obrzeżach (ul. Bieżanowska) do ponad 231 m n.p.m. na południowych krańcach (kulminacja wzniesienia w widłach ulic Aleksandry i Mała Góra). Następnie wzniesienie to stromo opada do doliny potoku Malinówka w okolicy ul. Wielickiej (blisko 20-metrowy spadek do poziomu blisko 210 m n.p.m.). Tak więc na linii N–S wysokość n.p.m. rośnie ku południu. Na zachód od ciągu ulic Aleksandry i Telimeny zauważalne jest obniżenie terenu (około 10 m do poziomu 210 m n.p.m.) związane z dolinką małego bezimiennego strumyka płynącego z okolic osiedla Rżąka w kierunku ul. Bieżanowskiej. Na wschód od osiedla, w kierunku Starego Bieżanowa, nie wyróżnia się żadna struktura geomorfologiczna, a wysokość bezwzględna nie ulega większym zmianom.
Geologicznie Bieżanów leży na plioceńsko–mioceńskich iłach i żwirach a gleby dominujące to powstałe z utworów lessowatych gleby płowe i brunatne.
Teren osiedla pozbawiony jest cieków wodnych, a jedynie na jego granicach występują niewielkie cieki (potok Malinówka oraz bezimienny strumyk oddzielający osiedle Bieżanów Nowy od Nowego Prokocimia).
Będący częścią Krakowa Bieżanów Nowy nie wyróżnia się szczególnie pod względem klimatycznym i można przyjąć dla niego średnie charakterystyczne dla Krakowa i okolic. I tak średnie temperatury stycznia wahają się pomiędzy –2 °C a –3 °C a lipca pomiędzy 18 °C a 19 °C. Średnia temperatura w roku wynosi około 8,5 °C. Roczne opady wynoszą około 600–700 mm. Średnia liczba dni z pokrywą śnieżna wynosi od 70 do 80 dni w roku. Średnie usłonecznienie 1583 godziny rocznie a średnia prędkość wiatru 2,7 m/s. Okres wegetacyjny trwa ponad 220 dni.
Szata roślinna Bieżanowa jest w znacznym stopniu przekształcona przez człowieka. Pierwotnie teren ten zajęty był przez łąki nadzalewowe i zalewowe oraz las łęgowy. Obecnie w nielicznych oazach dzikiej roślinności (na granicy Nowego Bieżanowa i Nowego Prokocimia) można zaobserwować pierwotną roślinność teras nadzalewowych, tj. brzozy, graby, olsze, dęby oraz buki. Roślinność wprowadzona przez człowieka to różnego rodzaju drzewa i krzewy parkowe.

## Bieżanów dziś
Dziś Bieżanów dzieli się na:
- Bieżanów, zwany potocznie Starym
- Osiedle Bieżanów Nowy

## Galeria

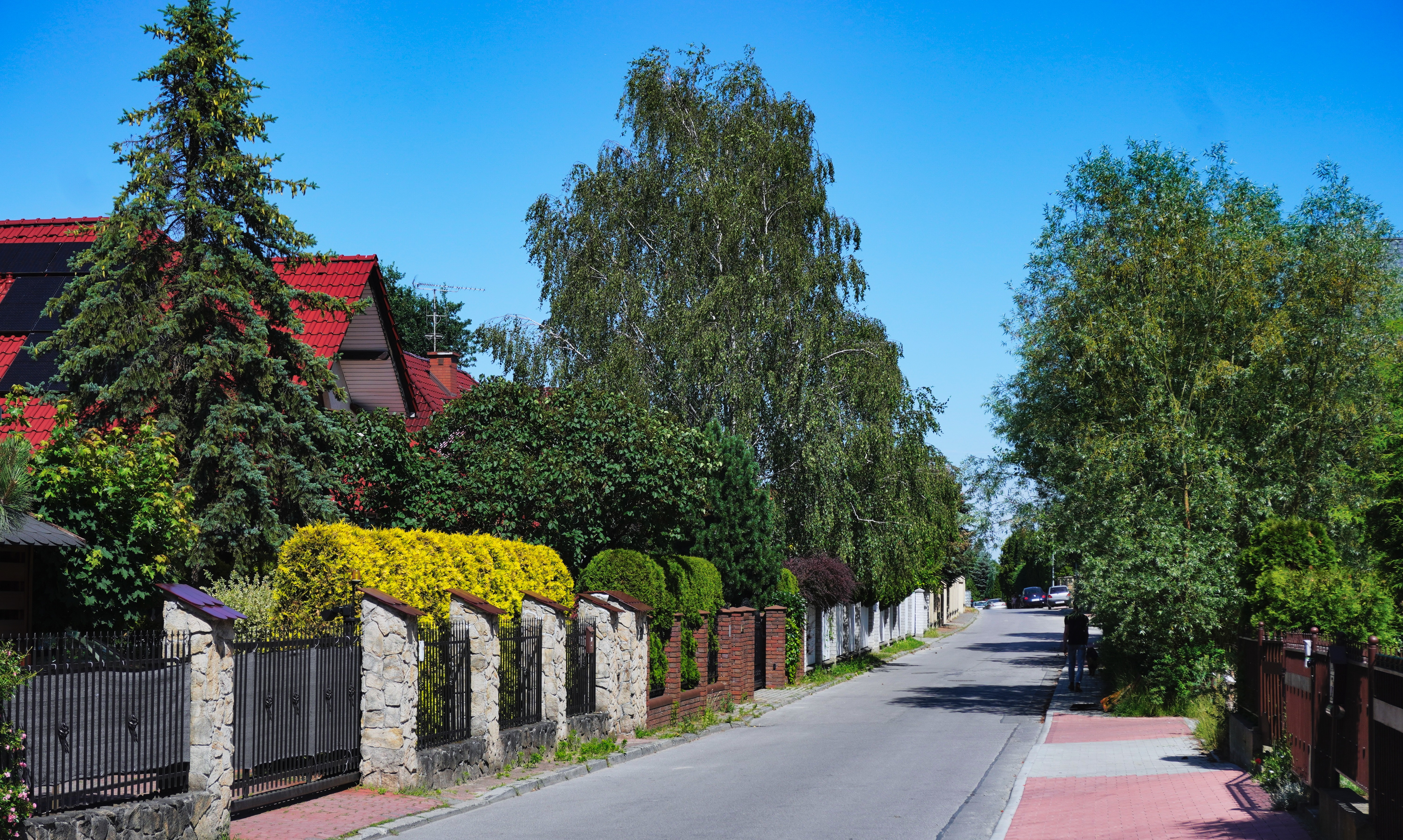
Ulica Rakuś
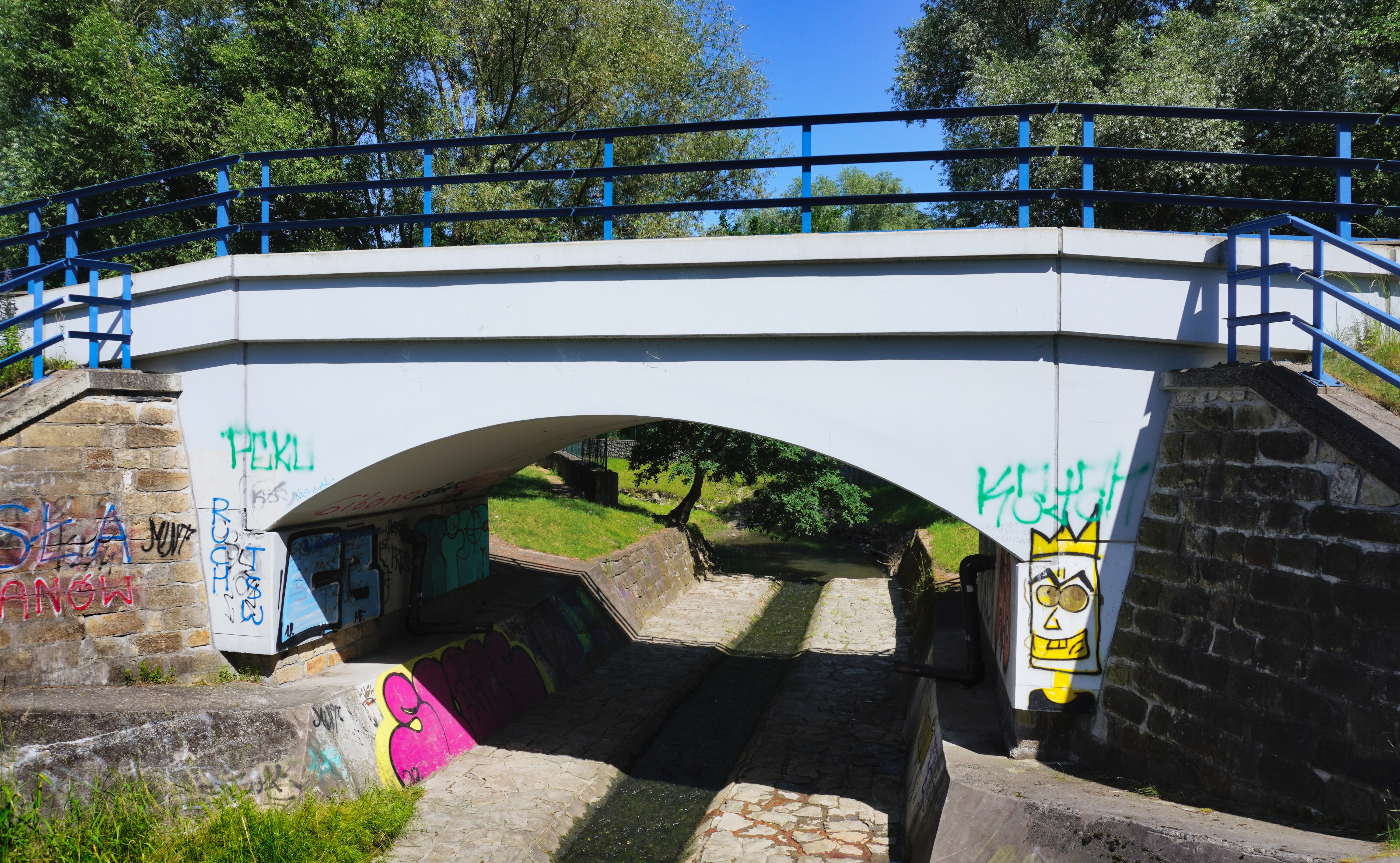
Rzeka Serafa przepływająca pod mostem linii kolejowej nr 109
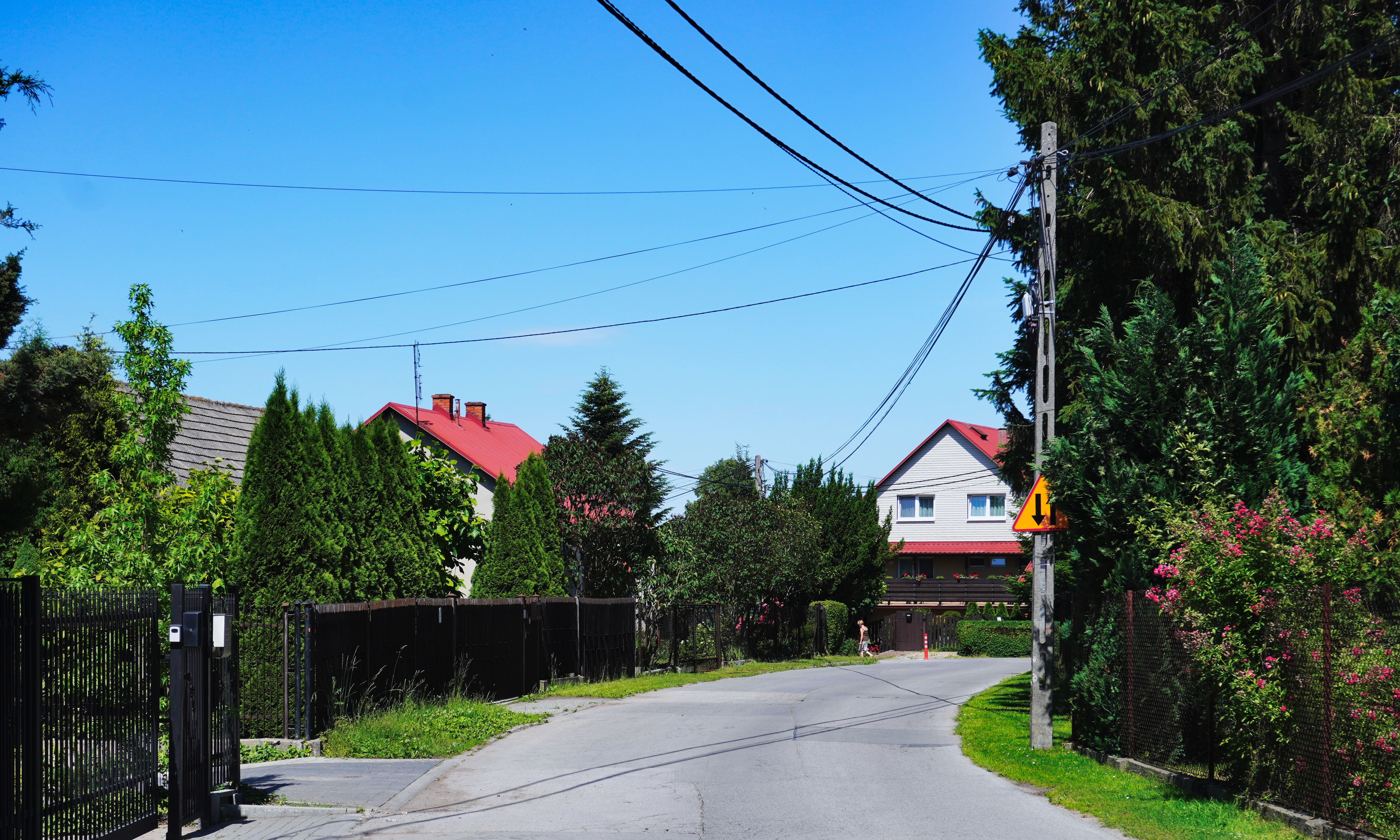
Ulica Leona Ślósarczyka